# Resolució 1481 del Consell de Seguretat de les Nacions Unides
La Resolució 1481 del Consell de Seguretat de les Nacions Unides, adoptada per unanimitat el 19 de maig de 2003 després de reafirmar les resolucions Resolució 827 (1993), Resolució 1166 (1998), Resolució 1329 (2000), Resolució 1411 (2002) i Resolució 1431 (2002) el Consell Va modificar l'estatut del Tribunal Penal Internacional per a l'antiga Iugoslàvia (TPIAI) per permetre als jutges adjudicar en processos preliminars en altres casos abans del seu nomenament en un judici.
El Consell de Seguretat estava convençut de la necessitat de potenciar els poders dels magistrats ad lítem al TPIAI de permetre'ls que s'adjudiquessin en altres processos previs abans del seu nomenament a un judici i, en virtut del Capítol VII de la Carta de les Nacions Unides, va modificar l'estatut en conseqüència. El canvi fou proposat per Theodor Meron, el president del TPIAI, qui va afegir que la mesura faria un ús eficient del temps dels jutges temporals i les Nacions Unides no pagarien despeses addicionals.